# Арон Пипер
Арон Хулио Мануел Пипер Берберо (шп. Arón Julio Manuel Piper Barbero; Берлин, 29. март 1997) шпански је глумац и певач. Познат је по улози Андера Муњоза у серији Елитна школа (2018—2021).

## Биографија
Рођен је 29. марта 1997. године у Берлину. Отац му је Немац, а мајка Шпањолка. Када је имао пет година, преселили су се у Шпанију. Након што су неколико година провели у Каталонији, породица се преселила у Астурију, где су живели у Авилесу. Студирао је глуму и режију. Течно говори немачки и шпански језик, као и енглески и каталонски.

## Филмографија
| Улоге Арона Пипера |                              |               |               |              |
| Година             | Српски назив                 | Изворни назив | Улога         | Напомена     |
| 2018—2021.         | Елитна школа                 |               | Андер Муњоз   | главна улога |
| 2020.              | Неред који остављаш за собом |               | Јаго Ногуиера | главна улога |
| 2023.              | Тишина                       |               | Серхио Сискар | главна улога |